# لیام دایش
لیام دایش (انگلیسی: Liam Daish؛ زادهٔ ۲۳ سپتامبر ۱۹۶۸) بازیکن فوتبال اهل بریتانیا است.
از باشگاه‌هایی که در آن بازی کرده‌است می‌توان به باشگاه فوتبال پورتسموث، باشگاه فوتبال کمبریج یونایتد، باشگاه فوتبال هاوانت و واترلوویل، باشگاه فوتبال کاونتری سیتی، باشگاه فوتبال بیرمنگام سیتی، و باشگاه فوتبال بارنت اشاره کرد.
وی همچنین در تیم‌های ملی فوتبال جمهوری ایرلند و Republic of Ireland B national football team بازی کرده‌است.